# Lorenzo Insigne
Lorenzo Insigne (Nápoly, 1991. június 4. –) olasz válogatott labdarúgó, a Toronto játékosa. Posztját tekintve csatár.

## Pályafutása

### A kezdetek
A Napoli ificsapatában kapott először rendszeres játéklehetőséget. Először az Ascoli U19-es csapata ellen talált be. Az Ascoli ellen a 15. percben szerzett gólt, ezzel megnyerve csapatának a mérkőzést. A Bari elleni 3-2-es mérkőzésen ő szerezte az első találatot. A Frosinone ellen a hosszabbításban lőtt gólt, így a csapata 1-0-ás sikert aratott. Az Ancona elleni kiütéses, 5–0-s győzelem során ő szerezte a harmadik találatot. Az Avellino elleni idegenbeli találkozón ő lőtte a győztes gólt. A Genoa ellen szerezte a 2008–09-es szezonban az utolsó találatát.

#### Kölcsönadások
2010–11-re kölcsönbe került a Foggia csapatához a Lega Pro Prima Divisionebe, amely az olasz harmadosztálynak felelt meg. Első gólját augusztus 14-én, a L'Aquila elleni amatőr olasz kupa meccsen szerezte, míg augusztus 29-én a Lucchese elleni hazai 2–3-as vereség során szerezte első bajnoki gólját. Zdeněk Zeman edzősége alatt összesen 19 gólt szerzett a bajnokságban, emellett hét gólt ért el a kupasorozatban.
2011. július 8-án ismét kölcsönadták, ezúttal a másodosztályú Pescarához, ahol szintén Zeman lett a trénere. 2011. augusztus 26-án debütált a Serie B-ben a Hellas Verona elleni nyitókörben és szeptember 4-én, a Modena ellen idegenben szerezte első gólját a klub színeiben. Insigne 18 góllal zárta a szezont, ezzel csapattársa, Ciro Immobilével együtt gólkirály lett a szezonban és összesen 14 gólpasszt adott. A kiírás végén a Pescara feljutott az élvonalba, amelyben Insignének is nagy szerepe volt, majd megkapta a "Serie B – Az év játékosa"-díjat.

### Napoli
A 2012–13-as Serie A-bajnokságra került vissza a Napoli első csapatához és a 24-es mezt kapta meg. 2012. szeptember 16-án megszerezte első gólját a Serie A-ban a Parma elleni hazai 3–1-es győzelem során. Négy nappal később a nemzetközi, UEFA-porondon is bemutatkozott a svéd AIK ellen az Európa-ligában. A Napoli összetett második helyezésében nagy szerepet játszott a 43 pályára lépése, öt gólja és hét gólpassza.
A következő idényben, 2013. szeptember 18-án debütált a Bajnokok Ligájában az előző szezon döntőse, a német Borussia Dortmund ellen 2–1-re megnyert hazai találkozón. Az olasz kupa döntőjében, 2014. május 3-án kétszer is betalált az első félidőben, miközben csapata 3–1-re nyert a Fiorentina ellen. A 2014–15-ös évadban, 2014. november 9-én épp a Fiorentina elleni meccsen megsérült a jobb térdének elülső keresztszalagja. Öt hónap kihagyás és lábadozás után, 2015. április 4-én tért vissza a pályára, és csereként tért vissza az AS Roma elleni idegenbeli 1–0-s vereség alkalmával. A következő bajnoki összecsapáson, április 26-án a Sampdoria ellen 4–2-re megnyert hazain gólt lőtt és a kapitányi karszalagot is viselte, mivel csapattársa közül Marek Hamšík, Christian Maggio és Gökhan Inler is hiányzott.
2015. szeptember 20-án betalált a Lazio ellen 5–0-ra megnyert meccsen. Hat nap után 100. alkalommal lépett pályára a Serie A-ban a Napoli színeiben, és megszerezte szezonbeli harmadik gólját a címvédő Juventus elleni 2–1-es hazai győzelem során, bár később lecserélték egy enyhébb sérülés miatt. A következő meccsen is folytatta gólszerzési sorozatát, kétszer volt eredményes az AC Milan elleni 4–0-s idegenbeli rangadó alkalmával, így szezonbeli mérlege addigra hét meccsen öt gólra nőtt. A szurkolók a kiváló teljesítménye után összevonták az egykori Napoli legenda, argentin Diego Maradónával.
2017. október 14-én megszerezte pályafutása 100. klubgólját az első osztályban a rivális AS Roma elleni idegenbeli 1–0-s győzelem során.
Marek Hamšík 2019 februárjában távozott a klubtól, így Insigne lett a Napoli hivatalos csapatkapitánya. Augusztus 24-én, a 2019–20-as szezon nyitómérkőzésén kétszer adott gólpasszt és utána további két alkalommal ő maga is betalált a Fiorentina elleni 4–3-as győzelemben. 2020. június 13-án Dries Mertens egyenlítő gólját Insigne segítette az Internazionale elleni 1–1-es döntetlenben a 2019–20-as olasz kupa elődöntő visszavágóján. A belga Mertens ezzel 122 gólját szerezte, amivel a Napoli minden idők legeredményesebb játékosa lett, emellett a Napoli bejutott az olasz kupa döntőjébe is. A június 17-i fináléban belőtte be a klub első büntetőjét  a Juventus elleni 4–2-es tizenegyespárbajban, miután a rendes játékidőt követően 0–0-s döntetlent mutatott az eredményjelző tábla. Insigne kapitányként emelhette magasba a győztes trófeát.
Miután a 2021–22-es kiírásban a januári, téli átigazolási időszakban kiderült a távozása, utolsó találkozóját a Napoli mezében 2022. május 22-én játszotta a Spezia elleni 3–0-s sikerben.

### Toronto
2022. január 8-án Insigne előszerződést írt alá, hogy csatlakozzon az USA-ban szereplő, kanadai Toronto FC-hez, ingyenes átigazolással és egy négyéves szerződéssel, amely július 1-jén lépett hatályba. Egy 15 millió dolláros fizetésben állapodtak meg a felek, amivel a legjobban bérezett játékos lett az MLS-ben. Július 23-án debütált a Charlotte FC elleni 4–0-s hazai győzelem alkalmával. Augusztus 6-án megszerezte első, csapata győztes gólját, a tizenhatoson kívülről leadott lövését a Nashville SC elleni 4–3-as vendéggyőzelemben.

## Statisztikái

### Klubcsapatokban
2022. szeptember 30-án frissítve.
| Klub                 | Szezon           | Liga                     | Liga  | Liga | Kupa  | Kupa | Nemzetközi | Nemzetközi | Egyéb | Egyéb | Összesen | Összesen |
| Klub                 | Szezon           | Bajnokság                | Mérk. | Gól  | Mérk. | Gól  | Mérk.      | Gól        | Mérk. | Gól   | Mérk.    | Gól      |
| -------------------- | ---------------- | ------------------------ | ----- | ---- | ----- | ---- | ---------- | ---------- | ----- | ----- | -------- | -------- |
| Napoli               | 2009–10          | Serie A                  | 1     | 0    | 0     | 0    | –          | –          | –     | –     | 1        | 0        |
| Napoli               | 2012–13          | Serie A                  | 37    | 5    | 1     | 0    | 5          | 0          | 0     | 0     | 43       | 5        |
| Napoli               | 2013–14          | Serie A                  | 36    | 3    | 5     | 3    | 10         | 3          | –     | –     | 51       | 9        |
| Napoli               | 2014–15          | Serie A                  | 20    | 2    | 1     | 0    | 7          | 0          | 0     | 0     | 28       | 2        |
| Napoli               | 2015–16          | Serie A                  | 37    | 12   | 0     | 0    | 5          | 1          | 0     | 0     | 42       | 13       |
| Napoli               | 2016–17          | Serie A                  | 37    | 18   | 4     | 1    | 8          | 1          | –     | –     | 49       | 20       |
| Napoli               | 2017–18          | Serie A                  | 37    | 8    | 2     | 1    | 9          | 5          | 0     | 0     | 48       | 14       |
| Napoli               | 2018–19          | Serie A                  | 28    | 10   | 2     | 0    | 11         | 4          | –     | –     | 41       | 14       |
| Napoli               | 2019–20          | Serie A                  | 37    | 8    | 4     | 3    | 5          | 2          | –     | –     | 46       | 13       |
| Napoli               | 2020–21          | Serie A                  | 35    | 19   | 4     | 0    | 8>         | 0          | 1     | 0     | 48       | 19       |
| Napoli               | 2021–22          | Serie A                  | 32    | 11   | 0     | 0    | 5          | 2          | –     | –     | 37       | 13       |
| Napoli               | Összesen         | Összesen                 | 337   | 96   | 23    | 8    | 73         | 18         | 1     | 0     | 434      | 122      |
| Cavese (kölcsönben)  | 2009–10          | Lega Pro Prima Divisione | 10    | 0    | 0     | 0    | –          | –          | –     | –     | 10       | 0        |
| Cavese (kölcsönben)  | Összesen         | Összesen                 | 10    | 0    | 0     | 0    | –          | –          | –     | –     | 10       | 0        |
| Foggia (kölcsönben)  | 2010–11          | Lega Pro Prima Divisione | 33    | 19   | 7     | 7    | –          | –          | –     | –     | 40       | 26       |
| Foggia (kölcsönben)  | Összesen         | Összesen                 | 33    | 19   | 7     | 7    | –          | –          | –     | –     | 40       | 26       |
| Pescara (kölcsönben) | 2011–12          | Serie B                  | 37    | 18   | 1     | 2    | –          | –          | –     | –     | 38       | 20       |
| Pescara (kölcsönben) | Összesen         | Összesen                 | 37    | 18   | 1     | 2    | –          | –          | –     | –     | 38       | 20       |
| Toronto              | 2022             | MLS                      | 11    | 6    | 1     | 0    | –          | –          | –     | –     | 12       | 6        |
| Toronto              | Összesen         | Összesen                 | 11    | 6    | 1     | 0    | –          | –          | –     | –     | 12       | 6        |
| Karrier összesen     | Karrier összesen | Karrier összesen         | 427   | 138  | 32    | 17   | 73         | 18         | 1     | 0     | 533      | 173      |

1. ↑  Magában foglalja az Olasz kupán, az amatőr Olasz kupán, a Kanadai bajnokságban való pályára lépéseit is.
2. ↑  Az összes pályára lépései az Európa-ligában és az Bajnokok ligájában.

### A válogatottban
2022. március 24-én frissítve.
| 2012     | 1  | 0  |
| 2013     | 3  | 1  |
| 2014     | 2  | 0  |
| 2015     | –  | –  |
| 2016     | 7  | 1  |
| 2017     | 8  | 1  |
| 2018     | 9  | 1  |
| 2019     | 4  | 3  |
| 2020     | 4  | 0  |
| 2021     | 15 | 3  |
| 2022     | 1  | 0  |
| Összesen | 54 | 10 |

### Góljai a válogatottban
| #   | Dátum               | Helyszín                                          | Ellenfél            | Gól | Eredmény | Verseny                            |
| --- | ------------------- | ------------------------------------------------- | ------------------- | --- | -------- | ---------------------------------- |
| 1.  | 2013. augusztus 14. | Olimpiai Stadion, Róma, Olaszország               | Argentína           | 1-2 | 1–2      | Barátságos mérkőzés                |
| 2.  | 2016. március 24.   | Friuli Stadion, Udine, Olaszország                | Spanyolország       | 1-0 | 1–1      | Barátságos mérkőzés                |
| 3.  | 2017. június 11.    | Friuli Stadion, Udine, Olaszország                | Liechtenstein       | 1-0 | 5–0      | 2018-as világbajnokság selejtező   |
| 4.  | 2018. március 27.   | Wembley Stadion, London, Anglia                   | Anglia              | 1-1 | 1-1      | Barátságos mérkőzés                |
| 5.  | 2019. június 8.     | Olimpiai Stadion, Athén, Görögország              | Görögország         | 2-0 | 3-0      | 2020-as Európa-bajnokság selejtező |
| 6.  | 2019. június 11.    | Juventus Stadion, Torino, Olaszország             | Bosznia-Hercegovina | 1-1 | 2-1      | 2020-as Európa-bajnokság selejtező |
| 7.  | 2019. november 15.  | Bilino Polje Stadion, Zenica, Bosznia-Hercegovina | Bosznia-Hercegovina | 2-0 | 3-0      | 2020-as Európa-bajnokság selejtező |
| 8.  | 2021. június 4.     | Renato Dall’Ara Stadion, Bologna, Olaszország     | Csehország          | 3-0 | 4-0      | Barátságos mérkőzés                |
| 9.  | 2021. június 11.    | Olimpiai Stadion, Róma, Olaszország               | Törökország         | 3-0 | 3-0      | 2020-as Európa-bajnokság           |
| 10. | 2022. július 2.     | Allianz Arena, München, Németország               | Belgium             | 2-0 | 2-1      | 2020-as Európa-bajnokság           |

## Sikerei, díjai
Napoli
- Olasz kupagyőztes (2): 2013–14, 2019–20
- Supercoppa Italiana győztes (1): 2014

Pescara
- Másodosztályú bajnok (1): 2011-12